# دامیان باتالینی
دامیان باتالینی (انگلیسی: Damián Batallini؛ زادهٔ ۲۴ ژوئن ۱۹۹۶) بازیکن فوتبال اهل آرژانتین است.
از باشگاه‌هایی که در آن بازی کرده است می‌توان به باشگاه فوتبال بوکا جونیورز اشاره کرد.
وی همچنین در تیم ملی فوتبال Argentina U15 بازی کرده است.